# Khalil El-Maaoui
Khalil El-Maaoui (* 12. September 1988 in La Marsa) ist ein tunesischer Gewichtheber.

## Karriere
El-Maaoui wurde im Juni 2008 Junioren-Weltmeister. Kurz danach nahm er an den Olympischen Spielen in Peking teil. Dort war er in der Klasse bis 56 kg Siebter im Reißen, im Stoßen gelang ihm allerdings kein gültiger Versuch. 2009 gewann er bei den Mittelmeerspielen die Goldmedaille. Bei den Weltmeisterschaften im selben Jahr wurde er Fünfter im Zweikampf und gewann Bronze im Reißen. Bei den Weltmeisterschaften 2010 erreichte er erneut den fünften Platz. 2011 war er bei den Weltmeisterschaften Dritter im Reißen. Allerdings wurde er bei der Dopingkontrolle positiv auf Methylhexanamin getestet und für sechs Monate gesperrt. 2012 nahm er in London an seinen zweiten Olympischen Spielen teil. Dort war er im Bantamgewicht im Reißen Zweiter, hatte aber im Stoßen keinen Versuch. Bei den Mittelmeerspielen 2013 gewann er die Goldmedaille. Im Herbst wurde er jedoch bei einer Trainingskontrolle positiv auf Dehydrochlormethyltestosteron getestet und für vier Jahre gesperrt.